# Субботіна
Субботіна — нафтове родовище, виявлене в українській економічній зоні Чорного моря. Перше офшорне нафтове родовище України.

## Опис
Станом на початок 2000-х років вся історія розвідувального буріння в українському секторі Чорного моря була пов'язана із його мілководною північно-західною частиною. Втім, південніше від Керченського півострова також існує певна зона, придатна за глибинами для роботи самопідіймальних бурових установок, які належали компанії «Чорноморнафтогаз». У підсумку в 2004-му тут в районі з глибиною моря біля 30 метрів розпочали спорудження параметричної свердловини № 403 на структурі Субботіна. Первісно очікували, що вона має дійти до глибини лише у 2 км, проте у підсумку в січні 2006-го свердловину завершили на позначці 4300 метрів, причому вона досягнула лише відкладень еоцену, а товщина майкопської серії (олігоцен — міоцен) замість прогнозних 200 становила 2400 метрів. При цьому у 2005-му під час проходження через відкладення нижнього майкопу була встановлена наявність у них нафти.
У 2007-му самопідіймальна установка «Сиваш» пробурила та провела випробування розвідувальної свердловини № 1, яка досягнула глибини у 3140 метрів та підтвердила відкриття нафтового родовища (першого офшорного нафтового родовища України). До кінця десятиліття на родовищі Субботіна також пробурили розвідувальні свердловини № 2 (глибина 3200 метрів) та № 3 (проектна глибина 3100 метрів). Спорудження останньої велось в районі з глибиною моря 55 метрів протягом березня — грудня 2010-го тією ж СПБУ «Сиваш».
У відповідності до даних, оприлюднених в Криму у 2016-му, видобувні запаси родовища за російською категорією С1 становлять 3,2 млн тон нафти, за категорією С2 — 3 млн тон нафти.
Родовище Субботіна відноситься до Індоло-Кубанської нафтогазоносної області Південного нафтогазоносного регіону України.